# Trojedna Kraljevina Hrvatska, Slavonija i Dalmacija
Kraljevina Hrvatska i Slavonija (mađ. Horvát-Szlavónorság, njem. Königreich Kroatien und Slawonien) bila je samosvojna kraljevina unutar ugarskog dijela Austro-Ugarske Monarhije. Njezin je službeni naziv bio Trojedna Kraljevina Hrvatska, Slavonija i Dalmacija ili neslužbenije Trojednica.  
Njen status je uređen 1868. nagodbom s Ugarskom, kojom je Hrvatska i Slavonija definirana kao politički narod sa zasebnim pripadajućim teritorijem, koji s Ugarskom stupa u državnu zajednicu. Na području triju hrvatskih županija - Zagrebačke, Križevačke i Varaždinske - i triju slavonskih županija - Virovitičke, Požeške i Srijemske, i uz odluku da se ubrzo Hrvatska vojna krajina i Slavonska vojna krajina prenesu iz nadležnosti vojnih vlasti u Beču pod hrvatsku civilnu vlast, potvrđena je Nagodbom iz 1868. godine vlast Hrvatskog sabora koji se (u vremenu kada je latinski bio službeni jezik u većini europskih država) od 1558. god. dosljedno nazivao »Congregatio Regnorum Croatiae, Dalmatiae et Slavoniae», tj. »Sabor Kraljevina Hrvatske, Dalmacije i Slavonije«.
Premda je Nagodbom Hrvatskoj i Slavoniji zajamčena široka unutarnja autonomija sa značajkama državnosti, u stvarnosti je nadzor Hrvatske i Slavonije nad nekim ključnim stvarima poput poreznih i vojnih pitanja bio hrvatski upliv minimalan. Kroz različita tumačenja i sustavnim kršenjem Nagodbe, ugarska strana pokušavala je kontrolirati samostalnost Hrvatske i Slavonije, što je rezultiralo brojnim sporovima.
Iako su Hrvatska i Slavonija administrativno bile odvojene od Kraljevine Dalmacije, koja je bila u austrijskom dijelu Monarhije sve do njenog raspada, Dalmacija je Nagodbom priznata kao sastavni dio Trojedne Kraljevine, što je krunidbenom zavjernicom jamčio i kralj, te ju je zato i nosila u svom imenu, naslovu bana i grbu. Zemljom su u autonomnim poslovima upravljali Vlada, Ban i Sabor.
Dana 29. listopada 1918., prilikom raspada Monarhije, Sabor je proglasio potpunu »nezavisnost Dalmacije, Hrvatske i Slavonije sa Rijekom prema Ugarskoj i Austriji« uz istovremeno stupanje u novoosnovanu Državu SHS. Nakon što je Država SHS postala dijelom Kraljevine SHS (od 1928.: "Kraljevina Jugoslavija") prestala je postojati Trojedna Kraljevina - jednako kao i Kraljevina Srbija - te je nastala jugoslavenska monarhija kao posve nova država, koja je naslijedila odranije postojeće zakone i ustanove vlasti.

## Ime
Područje današnje Hrvatske je tijekom 19. stoljeća nazivano različitim imenima. Iako je Hrvatski sabor nosio naziv sabora Kraljevine Hrvatske, Slavonije i Dalmacije već i 1681., tek početkom 19. stoljeća, usporedno sa zahtjevima za ostvarivanjem jedinstva hrvatskih zemalja i procesom gradnje moderne nacije, jača upotreba naziva Trojedna kraljevina. Nakon 1868. naziv Trojedna Kraljevina Dalmacija, Hrvatska i Slavonija, kako se po nagodbi Hrvatska i Slavonija službeno zvala, zamijenjen je službeno postavljanjem Dalmacije na zadnje mjesto: Sabor se nazivao Saborom Kraljevine Hrvatske, Slavonije i Dalmacije, kao i vlada (vidi putovnicu dolje).
U Ugarskoj se izraz »kraljevina« redovito izostavljao iz naziva koji je najčešće glasio Hrvatska i Slavonija ili Hrvatska, Slavonija i Dalmacija. Kada se pak, radilo o ispravama koje je izdavao bečki Dvor, tada je redoslijed bio Dalmacija, Hrvatska i Slavonija. Naime, po naputku kancelara Beusta Dalmacija se trebala spominjati na prvomu mjestu kako bi ju se razlikovalo od Hrvatske i Slavonije te na taj način lakše istaknula njezina pripadnost Austriji.
U hrvatskoj historiografiji obično se naziva Hrvatska i Slavonija, Banska Hrvatska, a zabilježen je i naziv Nagodbena Hrvatska. Prema Općoj i nacionalnoj enciklopediji, Hrvatska i Slavonija, naziv je za hrvatske zemlje pod vlašću Hrvatskoga sabora i bana; javlja se nakon uvođenja hrvatskoga jezika u javni život (1847.). Oblik Hrvatska i Slavonija ozakonjen je Hrvatsko-ugarskom nagodbom (1868.), ali se službeno i dalje sve do 1918. rabio naziv Kraljevina Dalmacija, Hrvatska i Slavonija.

## Teritorij
Hrvatska i Slavonija uključivala je središnje i sjeverne dijelove današnje Hrvatske bez Međimurja i Baranje, koji su pripadali Ugarskoj, kao i Rijeke, koja je posebnim aneksom Hrvatsko-ugarske nagodbe izravno podređena Ugarskoj. Unutar Kraljevine Hrvatske i Slavonije bio je i istočni dio Srijema do Zemuna koji je danas u Vojvodini (Srbija). 1881. razvojačena je cijela Vojna krajina te je u potpunosti proširena nadležnost kraljevske zemaljske vlade i sabora nad razvojačenim teritorijima. Suprotno od uvriježenih mišljenja teritoriji vojnih krajina nisu nikada izuzeti iz sastava kraljevina,  već ih je kralj sukladno svojim kraljevskim prerogativima – podjele privilegija i vođenja vojnih poslova – izuzeo iz nadležnosti staleških tijela kraljevina. Kraljevine su time bile podijeljene na svoj provincijalni i vojni dio, no teritorijalni opseg kraljevina i pripadnost vojnih krajina kraljevinama je uvijek bila potvrđena kraljevskim aktima, a posljednji puta i Nagodbom 1868. vojne krajine su priznate kao sastavni dio kraljevine.
Iako Dalmacija stvarno nije bila sjedinjena s Hrvatskom i Slavonijom, već je bila austrijska krunska zemlja, ona je nominalno bila sastavni dio Trojedne Kraljevine koja ju je zato i nosila u svome imenu, kao i u imenu sabora i vlade. Nagodbom je ugarska strana Hrvatskoj i Slavoniji priznala da je Dalmacija dio Trojedne Kraljevine. Sabor je često tražio da se Dalmacija vrati pod upravu hrvatskog bana i Sabora, a ne pripoji Trojednici, jer joj je oduvijek pravno pripadala, premda je bilo i drukčijih mišljenja, uglavnom zbog teške gospodarske situacije. Grb Trojednog Kraljevstva zato je uključivao i povijesni dalmatinski grb, baš kao što je taj grb bio prisutan u zajedničkom grbu zemalja Krune sv. Stjepana, međutim dalmatinski grb se nalazio i na austrijskom krunskom grbu. Hrvatski političari jasno su izricali svoje uvjerenje da i Bosna i Hercegovina, koja je bila pod zajedničkom austrijsko-ugarskom upravom pripada hrvatskim zemljama.

## Povijest

### Pozadina
Iako se naziv Kraljevina Hrvatska, Slavonija i Dalmacija koristio od 17. stoljeća kako bi označio povijesno i pravno hrvatske zemlje, u prvoj polovici 19. stoljeća samo su sjeverozapadna i središnja Hrvatska te dio Slavonije (kao formalno kraljevina podređena Hrvatskoj) bile pod vlašću hrvatskog bana i sabora. U razdoblju nacionalne i kulturne homogenizacije tijekom hrvatskog narodnog preporoda u tridesetim i četrdesetim godinama sve su snažniji zahtjevi za ujedinjavanjem zemalja i većom samostalnošću. Revolucionarne 1848. sabor na čelu s banom Jelačićem obnovio je cjelovitost Trojedne Kraljevine pod banskom vlašću s vlastitom, nezavisnom banskom vladom te je prekinuo odnose s Ugarskom. Kao reakciju na mađarsko nijekanje hrvatskih prava i započetu nacionalno-građansku revoluciju u Ugarskoj i Austriji, Jelačić je uz suglasnost bečkog dvora ugarskoj vladi objavio rat i poveo vojnu kampanju u Ugarskoj i Austriji u sklopu koje je Hrvatskoj nakratko vraćeno Međimurje. Car Franjo Josip I. imenovao je Jelačića i guvernerom Rijeke i Dalmacije te zapovjednikom Vojne krajine, tako da je Jelačić pod svojom upravom ujedinio gotovo sve hrvatske zemlje. No, umjesto naklonosti bečkog dvora, banskoj Hrvatskoj je, kao i ostalim krunovinama Austrijskog Carstva, Bachovim apsolutizmom (1850. – 1859.) ukinuta autonomija i raspušten Sabor. 1860. listopadskom diplomom car je vratio ustavnost, a sabor je 1861., raspravljajući o državnopravnim odnosima s Austrijom i Ugarskom, zakonskim člankom 42. Ugarskoj ponudio državnu zajednicu uz uvjet načelne ravnopravnosti, priznanja hrvatskih povijesnih teritorija i hrvatske autonomije. Upravo kad je novi saziv sabora ponudio caru vezivanje Hrvatske uz Austriju, preustroj monarhije prekinuo je rat Austrije s Pruskom i Italijom. Poraz 1866. oslabio je Austriju te je bila prisiljena podijeliti suverenitet u monarhiji nagodbom s Ugarskom 1867., koja je podijelila hrvatski nacionalni prostor i ostavila Hrvatskoj kao jedinu opciju dogovor s Ugarskom.

### Nastanak
Gospodo! U svetim dvoranama zajedničkog zakonodavstva vidite zastupnike Kraljevine Hrvatske i Slavonije, koji se ovdje vraćaju nakon 20 teških godina, kako bi ostvarili svoja ustavna prava i zajedno s vama bratski podijelili dobro i zlo, kao što su to stoljećima činili i naši pretci. Dopustite mi, gospodo, da se s vama uključimo u zajednički posao u interesu naše domovine!

Banskim namjesnikom imenovan je Levin Rauch, koji je imao za zadaću postići čim prije nagodbu s Ugarskom, što je namjeravao provesti pod svaku cijenu. Iz javne službe počeo je otpuštati pristaše oporbene Narodne stranke, dok su njihova radna mjesta dobivali unionisti. Zabranjena su i oporbena glasila. Kad je Rauch uvidio da po izbornom zakonu koji je sastavio prijašnji saziv Sabora unionisti ne bi mogli zadobiti većinu, izradio je novi. Novim zakonom je povećan broj sabornika virilista (nebirani sabornici – velikaši), a broj biranih zastupnika ograničen je na 66. Zakon je kralj nametnuo 20. listopada 1867. Na izborima je raznim manipulacijama Rauch doista pobijedio Narodnu stranku – od 66 izabranih zastupnika, Narodna stranka dobila je jedva 14, čime je otvoren put za nesmetano sklapanje Nagodbe s Mađarima. Sabor se sastao 8. siječnja 1868. i izabrao odbor za pregovore. Hrvatski kraljevinski odbor, koji su činili isključivo unionisti, uputio se 27. travnja u Peštu, gdje je dugo raspravljao s ugarskim kraljevinskim odborom. Koncem srpnja 1868. odbori su uglavili Nagodbu.
Nagodbom je dogovoren oblik budućeg zajedništva Kraljevine Hrvatske, Slavonije i Dalmacije i Kraljevine Ugarske, koje čine jedinstvenu državnu zajednicu. Kraljevina Hrvatska, Slavonija i Dalmacija je definirana kao zaseban politički narod sa svojim teritorijem. Trojedna Kraljevina bila je autonomna u pitanjima unutarnjih poslova, školstva i bogoštovlja, lokalne uprave i pravosuđa, dok je s Ugarskom imala zajedničku trgovinu, financije i promet. No, hrvatskog je bana imenovala zajednička vlada u Budimpešti, a 55 % poreza prikupljenog u Trojednici odlazilo je u središnju blagajnu. Autonomni proračun Trojednice ograničen je na 2.2 milijuna forinti, što će se ubrzo pokazati nedovoljnim. Ispočetka je Nagodba u Trojednici prihvaćena s odobravanjem (u Zagrebu čak i s organiziranom proslavom), a u saboru se moglo čuti da je nagodbom Trojednici dana prava samostalnost. No, ugarske makinacije kojima je Rijeka pripala Ugarskoj te financijski položaj Trojednice uskoro su promijenili javno mnijenje.

### Doba modernizacije
Vladajući mađaroni su u saboru donijeli zakon po kojemu je svako pobijanje Nagodbe proglašava zločinom smetanja javnoga mira, pa čak i veleizdajom. Nezadovoljstvo postignutom Nagodbom rezultiralo je porazom Unionističke stranke na izborima za Sabor 1871., kada osvajaju samo 13 mandata nasuprot 51 opozicije. Godine 1871. Eugen Kvaternik s nekolicinom pravaša diže neuspješnu Rakovičku bunu za samostalnost Hrvatske.
Kasnije iste godine Hrvatskoj i Slavoniji pridruženi su krajiški gradovi Bjelovar, Senj, Ivanić i Sisak te Varaždinski generalat, tj. područje križevačke i đurđevačke pukovnija, na čijem području je osnovana Bjelovarska županija. Tijekom banovanja prvog bana pučanina Ivana Mažuranića (1873. – 1880.) Trojednica je ubrzano napredovala od polufeudalnog prema suvremenom građanskom društvu. Liberalni Mažuranić je reformirao upravu i pravosuđe, odvojivši sudbenu vlast od izvršne i zajamčivši sucima neovisnost u radu. Osnovan je i statistički ured. Sekularizirao je hrvatski školski sustav 
 i uspostavio mrežu javnih škola. Njegova reforma školstva ocijenjena je kao jedna od najboljih u Europi. U tom razdoblju osnovane su i neke od najvažnijih hrvatskih kulturnih i znanstvenih institucija, poput modernog Kraljevskog sveučilišta Franje Josipa I. u Zagrebu. 1873. otvorena je željeznička pruga Budimpešta – Zagreb – Rijeka. Sabor je izjednačio sve građane Kraljevine bez obzira na vjersku pripadnost. Zakonom donesenim 14. siječnja 1875. zajamčena je sloboda sastajanja, sloboda tiska i druge demokratske slobode. Nakon austro-ugarskog zaposjedanja BiH 1878. Sabor je uputio zahtjev kralju Franji Josipu I. za sjedinjenje Dalmacije i BiH s Hrvatskom i Slavonijom, što je odbijeno, prije svega pod pritiskom Mađara, koji nisu željeli jačanje Hrvatske, koja bi se tako mogla bolje odupirati mađarizaciji. Budući da nakon austro-ugarskog zaposjedanja BiH više nije bilo ni formalnih proturazloga za uključenje Vojne krajine u Hrvatsku, 1881. Kraljevini je konačno, nakon dugih pregovora (čije je odugovlačenje jedan od razloga Mažuranićeve ostavke) pripojena čitava Vojna krajina, čime se teritorij Kraljevine više nego udvostručio.

### Héderváryjevo doba (1883. – 1903.)
Nakon ostavke bana Mažuranića, bansku dužnost preuzeo je Ladislav Pejačević. 1883. zajedničko ministarstvo financija naredilo je postavljanje dvojezičnih grbova i natpisa na urede u Kraljevini, što je bila povreda čl. 57. Nagodbe, po kojemu je hrvatski bio službeni jezik i za tijela zajedničke uprave u Trojednici. U Zagrebu su 15. kolovoza izbili neredi te su grbovi i natpisi skinuti. Buknuli su ozbiljni nemiri u Zagorju i u bivšoj banskoj Krajini. Ban Pejačević i hrvatski ministar Koloman Bedeković pošli su u Beč pokazati protuzakonitost ugarskog čina. Međutim, Ministarsko vijeće zaključilo je da će se dvojezični grbovi postaviti u Zagrebu kako bi se time spasio "povrijeđeni ugled državne vlasti". Pejačević je nato podnio ostavku. Ugarski premijer Tisza tražio je od ministarskog vijeća uvođenje komesarijata, pa je za kraljevskog povjerenika u Kraljevini imenovan general Ramberg sa zadatkom gušenja nacionalnog pokreta. Iako je vojska ugušila bunu, vraćeni su grbovi bez natpisa, tzv. nijemi grbovi.
Banom je potom imenovan Károly Khuen-Héderváry. Njegovo dugogodišnje banovanje obilježeno je političkim nasiljem i agresivnom mađarizacijom. Mađarski jezik je uveden u urede, škole, željeznicu. U tom se razdoblju sustavno guši svaka hrvatska oporba, a brojne nepodobne novine su stalno pod zabranom. Dao je pravo glasa stranim vladinim činovnicima u Hrvatskoj. Korupcijom i protekcijom uništio je Mažuranićev napredni pravosudni sustav. Khuen je poticao međustranačke sukobe i sukobe hrvatskog i srpskog građanstva. Nametnuo je ćirilicu u gimnazije te je izjednačio s latinicom, a dopustio je i korištenje srpskih zastava. Promijenio je službeno ime jezika iz hrvatski u "hrvatsko-srpski". Za predsjednika sabora postavio je Srbina Vasu Đurđevića. 1884. izglasani su tzv. Srpski zakoni, upotpunjeni 1887., kojima pravoslavna crkva na području Hrvatske dobiva pravo na samostalno školstvo. Héderváry je i financijski pomagao Srbe u Hrvatskoj.
Unatoč umjerenom rastu gospodarstva, industrijalizaciji, elektrifikaciji i gradnji mreže željeznica, dolazi do prvog većeg vala iseljavanja, ponajviše u SAD. Predstojnik odjela bogoštovlja i nastave, Isidor Kršnjavi, kojemu su mnogi zamjerali služenje Khuenu, uspio je vješto u vrijeme Khuenova režima osigurati novac za gradnju škola i kulturnih objekata. Najvažniji je zgrada HNK u Zagrebu, koju je 14. listopada 1895. otvorio kralj Franjo Josip I. Tom prilikom, kako bi kralja upozorili na mađarizaciju, skupina studenata je na Jelačićevom trgu spalila mađarsku zastavu, što je izazvalo novi val represije.

Hrvatsko-srpski sukob pak kulminirao je 10. kolovoza 1902., kada su novine Srba u Hrvatskoj, zagrebački Srbobran, prenijele tekst iz jednog beogradskog lista pod nazivom Do istrage vaše ili naše, u kojem se nijekalo postojanje hrvatske nacije i prognozirao rezultat sukoba Hrvata i Srba, pozivajući na uništenje: 
 Razjarene mase palile su srpske zastave i razbijale srpske institucije, trgovine, radnje. Nezadovoljstvo protiv Khuenove mađarizacije je eruptiralo 1903., kada je Ugarski sabor odbio zahtjev za poboljšanje financijskih uvjeta u Hrvatskoj formulacijom kako Ugarska zapravo uzdržava Hrvatsku, iako je pola hrvatskih poreza odlazilo u blagajnu u Budimpešti. Početkom travnja dogodio se sukob vojske i seljaka koji su skinuli mađarsku zastavu sa željezničke postaje u Zaprešiću, prilikom čega je došlo do krvoprolića. Nakon toga neredi su zahvatili čitavu Hrvatsku. Napadani su posjedi i radnje mađarona, protjerivani su mađarski činovnici, paljene su mađarske zastave i banove slike. Prosvjednici su se posebno okomili na simbol mađarizacije – željeznicu, režući brzojavne stupove i skidajući protuzakonite mađarske natpise. Pobuna je ugušena prijekim sudom i represijom, no Héderváry je konačno bio prisiljen odstupiti.

### Politika novoga kursa
| Frano Supilo, vođa HSK do 1910. |  | Frano Supilo, vođa HSK do 1910.     |
| Frano Supilo, vođa HSK do 1910. |  | Teodor Pejačević, ban 1903. – 1907. |

Ban Teodor Pejačević koji ga je naslijedio uspio je povratiti mir u zemlju, obećavši slobodu tiska i okupljanja. Mladi naraštaj hrvatskih političara, izvukavši pouke iz dotadašnjeg saveza Budimpešte i hrvatskih Srba, odlučio je pokušati pridobiti i jedne i druge "za hrvatsku stvar". Frano Supilo okupio je u Rijeci u listopadu 1905. 44 zastupnika saborske oporbe. Oni su ponudili podršku mađarskoj oporbi u borbi protiv austrijskih pritiska, ali zauzvrat su zatražili priključenje Istre i Dalmacije Hrvatskoj i Slavoniji, reformu izbornog zakona, neovisnost sudstva i novu reviziju Nagodbe. Sve oporbene stranke u Hrvatskoj pristale su uz ovu Riječku rezoluciju, osim frankovaca i HPSS-a Stjepana Radića. Nakon što su hrvatski Srbi Zadarskom rezolucijom podržali hrvatsku oporbu, stvorena je Hrvatsko-srpska koalicija. Politika HSK temeljila se na suradnji s Ugarskom, talijanaškim strankama u Dalmaciji te srpskima u Hrvatskoj i Slavoniji, jamčeći široke ustupke što se tiče srpske manjine u Hrvatskoj. Pejačević je s HSK sklopio sporazum te je HSK preuzela resore u Vladi. No, nakon žestokih sukoba Hrvata s Talijanima i Mađarima u Rijeci i donošenja Željezničke pragmatike 1907., kojom je mađarska vlada htjela ozakoniti mađarski kao jedini službeni na željeznicama u Hrvatskoj, dolazi do sloma "politike novog kursa". Pejačević i članovi HSK dali su ostavku, a nakon kratkotrajnog banovanja Rakodczayja, banom je imenovan Pavao Rauch. Austrijska vlada poticala je protusrpsko raspoloženje u Hrvatskoj, a pokrenula je i montirane procese kako bi oslabila HSK, Veleizdajnički proces i Friedjungov proces. Na suđenju u Friedjungovom procesu je dokazano da su optužbe utemeljene na lažnim i krivotvorenim dokumentima, dok je među nekim okrivljenim Srbima u Veleizdajničkom procesu ipak bilo velikosrpskih agitatora i protudržavne djelatnosti. Ban Rauch bio je tada prisiljen napustiti položaj. Njegov nasljednik, Nikola Tomašić, premda je prvo sklopio sporazum s HSK, nastavio je sukob s Koalicijom, želeći biti najvažniji politički čimbenik. Zbog prvotnog političkog oportunizma Koalicije iz nje je otišao Frano Supilo. Nakon neuspjeha svoje stranke na izborima i vala nezadovoljstva Tomašić je podnio ostavku.
3. travnja 1912. suspendiran je Ustav u Trojednoj Kraljevini, a ban Slavko Cuvaj imenovan je kraljevskim povjerenikom i dobiva gotovo diktatorske ovlasti, cenzurirajući tisak i ograničavajući politički život. U to doba pojavljuje se pokret projugoslavenske mladeži, potaknute i srpskim širenjem u Balkanskim ratovima, koja pribjegava i terorističkim metodama. Zaredali su prosvjedi, štrajkovi i nemiri. Na Cuvaja je dvaput pokušan atentat. Zbog narodnog nezadovoljstva, ban je već krajem iste godine prisiljen na odstup, a 30. studenoga 1913. povučene su i posebne ovlasti dodijeljene banu. Imenovanjem Ivana Skerlecza banom došlo je do dogovora HSK i ugarske vlade te je u zemlju vraćeno ustavno stanje i normalan politički život, no mađarski se u praksi i dalje koristio na željeznicama. I na Skerlecza je pokušan atentat. Na općim izborima 1913. ponovno pobjeđuje Hrvatsko-srpska koalicija, dok je vladina stranka dobila tek 10 mjesta. Bez razočaranog Supila, HSK je vodila oportunističku politiku. Najveći skandal bio je Zakon o izvlaštenju morske obale iz ožujka 1914., kojim je ugarska vlada trebala dobiti pravo upravljanja cjelokupnim obalnim pojasom.

### Prvi svjetski rat
Prvi svjetski rat prekinuo je nastojanja oko dobivanja veće samostalnosti unutar Austro-Ugarske. Hrvatski se političari tijekom rata dijele između Hrvatsko-srpske koalicije te Radićeve Hrvatske pučke seljačke stranke i frankovaca koji su činili oporbu. Koalicija je načelno podupirala južnoslavensku državnu zajednicu, ali je do samog kraja oportuno bila uz ugarsku vladu, dok se oporba zalagala za trijalizam. Dio hrvatskih političara i kulturnih djelatnika odlazi u emigraciju, gdje stvaraju Jugoslavenski odbor koji je 20. srpnja 1917. sklopio Krfsku deklaraciju s vladom Kraljevine Srbije. U Hrvatskoj je stanje bilo iznimno teško, izbili su glad i oskudica, a veliki broj poginulih i ranjenih vojnika značajno je utjecao na gospodarstvo.
Sabor je proglasio nezavisnost Trojedne Kraljevine Hrvatske, Slavonije i Dalmacije 29. listopada 1918., raskidajući sve državnopravne veze s Austrijom i Ugarskom te istovremeno pristupajući novoosnovanoj Državi Slovenaca, Hrvata i Srba. Tom je prilikom došla do izražaja pravna pripadnost Dalmacije i Rijeke Trojednici. Naime, Hrvatski je sabor razriješio ne samo državnopravne veze s Austro-Ugarskom Kraljevine Hrvatske i Slavonije, nego i Dalmacije i Rijeke, iako nad njima zapravo nije imao formalnu vlast. Formalno, banovi Kraljevine Hrvatske, Slavonije i Dalmacije bit će imenovani do 1921., a županije su se očuvale sve do 1922.

## Institucije
Zakonodavnu vlast u Trojednici obavljao je Sabor, dok je izvršna kraljevska vlast bila predana hrvatskoj vladi na čelu s banom. Mažuranićevim reformama sudstvo je značajno depolitizirano te je zadobilo autonomiju.

### Vlada
Zemaljska Hrvatsko-slavonsko-dalmatinska vlada (službeno: Kraljevska hrvatsko-slavonsko-dalmatinska zemaljska vlada, sukladno Zakonskom članku II. iz 1869. Sabora Kraljevina Hrvatske, Slavonije i Dalmacije) imala je tri odjela (ministarstva): odjel za unutarnje poslove, odjel za bogoštovlje i nastavu te odjel za pravosuđe. Četvrti odjel, odjel za narodno gospodarstvo, osnovao je 1914. podban Vinko Krišković. Iako gospodarstvo po hrvatsko-ugarskoj nagodbi nije bilo u nadležnosti hrvatske vlade, već zajedničko, ispravno uvidjevši da bez gospodarske samostalnosti nema napretka, podban Krišković je odlučio 'na mala vrata' početi s kreiranjem nacionalne gospodarske politike. Zemaljska vlada imala je u svom sklopu i pomoćne urede: Predsjednički ured (Prezidijal), Zemaljsku blagajnu, Računarski ured, Statistički ured, Zemaljski arhiv  i Zemaljsko-oružničko zapovjedništvo.

#### Ban
Na čelu vlade stajao je ban, odgovoran Saboru. Po ustavu on nije smio biti djelatna vojna osoba, što je odražavalo mađarski strah od aktivne vojne uloge koju je igrao ban Jelačić. Bana je imenovao kralj  na prijedlog ugarsko-hrvatskog ministra predsjednika (premijera), što je u mnogome ograničilo hrvatsku autonomiju. Nadalje, nije postojao institut izglasavanja nepovjerenja banu ili vladi u saboru. Ban je i po nagodbi zadržao ranije počasti i dostojanstva,  te je po vlastitom pravu bio član Doma velikaša zajedničkog sabora i treći po rangu dostojanstvenik Zemalja krune Sv. Stjepana kao jedan od stjegonoša kraljevstva (barones regni),  nakon palatina (nadvornika) i suca kraljevstva (judex curiae regiae). Po položaju ban zajedno s palatinom i sucem kraljevstva sudjeluje u krunidbi novog kralja,  činu koji nije imao ceremonijalan, već ustavnopravni značaj. Njegov zamjenik, podban, uz dužnost zamjenika bana obično je bio i predstojnik odjela unutarnjih poslova Zemaljske vlade.

### Sabor[50]
Zakonodavnu vlast u autonomnim poslovima obavljao je Sabor Kraljevine Hrvatske, Slavonije i Dalmacije. Pravo inicijative podjednako je pripadalo je kruni, zastupanoj po kraljevskoj zemaljskoj vladi i saboru. Zakonski tekst utvrđivao je isključivo Sabor. Kad je zakonska osnova bila prihvaćena u svim čitanjima, ona se dostavljala banu da on redovnim putem zatraži potpis vladara. Ban nije imao pravo zadržati zakonsku osnovu niti ju vraćati Saboru tražeći njezine dopune i ispravke, jer on nije bio zakonodavni čimbenik, pa mu i nije pripadalo pravo veta. Svaki zakon što ga je potpisao vladar morao je supotpisati ban kao čelnik Zemaljske Vlade te uz njega i hrvatski ministar. Time bi zakon bio sankcioniran i inartikuliran te bi postajao tzv. "zakonski članak".
Sabor je donosio i proračun, kontrolirao upravu (postavljanjem interpelacija, primanjem pritužbi i molbi), donosio je rezolucije, te se mogao putem tzv. adrese izravno obratiti kralju – što se u ustavnoj praksi Kraljevine Hrvatske i Slavonije često koristilo.
Sabornica na Trgu sv. Marka značajno je pregrađena i dograđena 1907.
Sabor je prvo imao 67 izabranih narodnih zastupnika, nakon čega je 1888. broj izabranih narodnih zastupnika povišen na 90, te do 44 virilista,  nebiranih uglednika, koji su imali pravo prisustvovati sjednicama i glasati (katolički i pravoslavni biskupi, vranski prior veliki župani, župan turopoljski, kao i članovi kneževskih, grofovskih, barunskih obitelji)  Međutim, velika većina virilista nije sudjelovala u radu sabora.
Sabor je otvarao osobno kralj ili od kralja "za taj čin napose imenovan namjesnik". To je po pravilu bio ban. Ovime se htjelo istaknuti poseban državnopravni položaj Hrvatskog sabora. U drugim parlamentima Austro-Ugarske (osim mađarskog i austrijskog) nije bilo takvog zakona na temelju kojega bi kralj morao otvoriti sabor. Kralj je uvijek mogao svojim reskriptom raspustiti sabor, no istovremeno je morao i raspisati nove izbore te se novi sabor morao sastati najkasnije tri mjeseca nakon raspuštanja. Zabilježen je niz primjera zloupotrebe ove vladareve ustavne ovlasti u svrhu političkog pritiska.
Mandat sabora je trajao 3 godine, a na čelu sabora su bili predsjednik i 2 potpredsjednika koje bi zastupnici birali između sebe. Zastupnici bi svake godine birali i saborskog bilježnika i rednika. Za konstituiranje sabora je bila potrebna nadpolovična većina verificiranih članova.
Iako Sabor nije imao mogućnost izglasati nepovjerenje banu ili vladi, mogao je bana "staviti pod optužbu" za kršenje zakona ili nagodbe, u tom slučaju sudio bi mu poseban Kraljevinski sud sastavljen od 12 sudaca Stola sedmorice, predsjednika i prisjednika Banskog stola i drugih sudova (Kraljevskog sudbenog stola u Zagrebu i Kraljevskog sudbenog stola u Osijeku, pri čemu bi suci nižih sudova bili članovi samo ako ne bi bilo dovoljno članova – sudaca Stola sedmorice) i 12 pravnika koje bi izabrao Sabor i koji nisi bili zastupnici (u praksi takav se slučaj nije dogodio). Oporba je češće znala svojim aktivnostima u Saboru uzburkati široke mase, postati tumač njihovih političkih i socijalnih zahtjeva te je tako bila legalni odušak javnog mnijenja u borbi protiv tuđinskog sustava izvršne vlasti. Svojim manje-više normalnim djelovanjem te pogotovo slobodom govora tijekom čitavog Prvog svjetskog rata (imajući u vidu ratne prilike) bio je rijetka iznimka u Monarhiji.

### Zajedničke institucije
Hrvatski sabor birao je 40 svojih zastupnika u zajednički hrvatsko-ugarski sabor, uz još tri u dom velikaša (gornji dom) zajedničkog sabora. No, kako oni nisu imali mogućnost veta, redovno su bili preglasavani. U zajedničkom saboru mogli su govoriti na hrvatskom jeziku, što se rijetko koristilo. Od 1868. do 1906. zastupnici Hrvatske i Slavonije govore na hrvatskom jeziku u ugarsko-hrvatskom saboru održali su svega dva puta, što se promijenilo nastupom politike novog kursa te su otad počeli gotovo isključivo govoriti hrvatskim. Tijekom obnova financijske nagodbe s ugarskom stranom hrvatski sabor je birao posebni pregovarački odbor, Hrvatsku regnikolarnu deputaciju. U budimpeštanskoj vladi Hrvatska je bila zastupljena preko hrvatsko-slavonsko-dalmatinskog ministra bez lisnice (ili hrvatskog ministra). Taj institut je predstavljao novost u ustavnopravnoj povijesti državne zajednice Hrvatske i Ugarske. Hrvatski ministar je bio član zajedničke vlade koji je za svoj rad odgovarao ministru predsjedniku (a ne Hrvatskom saboru) i predstavljao je poveznicu između kralja i zemaljske vlade u Zagrebu. Na zajedničke, austro-ugarske poslove (vanjska politika, vojska i monetarna politika), o kojima su odlučivala izaslanstva izabrana posebno s austrijske, a posebno s ugarske strane, Kraljevina Hrvatska i Slavonija mogla je utjecati kroz četiri člana izaslanstva Hrvatskoga sabora u ugarskoj delegaciji, izabrana iz redova zastupnika koje je Hrvatski sabor imenovao u zajednički sabor.

### Izbori
Izbori za sabor održani su 1871., 1872., 1875., 1878., 1881., 1883., 1884., 1887., 1892., 1897., 1901., 1906., 1908. i 1910., 1911. i 1913. Pravo glasa bilo je dano muškarcima starijima od 24 godine te dodatno ograničeno obrazovnim, a kasnije imovinskim cenzusom – količinom plaćenog poreza. Sveukupno, Kraljevina Hrvatska i Slavonija imala je na prijelazu stoljeća oko 50.000 upisanih izbornika na 2,350.000 stanovnika, to jest oko 2 % stanovnika Hrvatske i Slavonije. Izbornom Tomašićevom reformom iz 1910. broj izbornika raste na nešto više od 190.000 građana ili na 8,8 % cjelokupnoga pučanstva. U Zagrebu je postotak građanstva koje je imalo pravo glasa narastao s 5 % na 7 %.
Hrvatska i Slavonija bila je podijeljena na 90 izbornih kotara, no kako je Rijeka odbijala slati svoja dva zastupnika u Sabor, birano je 88 zastupnika. Izborni kotari nisu bili ujednačeni po stanovništvu, već je postojala značajna neravnoteža u glasovima. Izborni sustav je bio većinski, a ne razmjerni: kandidat koji je dobio najviše glasova u pojedinom kotaru osvojio bi zastupničko mjesto. To je ponekad dovodilo do velikog nesrazmjera između broja osvojenih glasova na razini Kraljevine i osvojenog broja mandata. Tako je, primjerice, na izborima 1913. Hrvatska pučka seljačka stranka s 12.917 glasova u Hrvatskoj i Slavoniji dobila tek 3, a Srpska samostalna stranka s 11.704 glasača čak 17 zastupničkih mandata. Zastupnici Mišćević, Pribićević, Krajnović i Budisavljević – njih četvorica – zajedno su dobili 1062 glasa, što im je omogućilo četiri saborska mandata, za razliku od pravaša M. Uroića, koji je osvojio 1.138 glasova u svom kotaru, ali ipak nije osvojio mandat.
Dana 19. prosinca 1917. Sabor je donio novi izborni zakon kojim je uvedeno opće izravno i tajno pravo glasa, no zbog raspada države zakon nije primijenjen.

## Društvo

### Obrazovanje
Školstvo je u Hrvatskoj bilo potpuno u nadležnosti Vlade i Sabora. U Mažuranićevo vrijeme školstvo je sekularizirano i unaprijeđeno, a uspostavljena je bolja mreža javnih škola. Značajni napredak dogodio se zalaganjem Izidora Kršnjavija, koji je za vrijeme Khuenovog banovanja bio odjelni predstojnik za nastavu u zemaljskoj vladi (ministar obrazovanja). Koncem godine 1883./84. bilo je u kraljevini Hrvatskoj i Slavoniji 1.227 pučkih osnovnih škola (1163 s nastavom na hrvatskom) s 1.750 učitelja. Djece školske dobi bilo je 188.443, a stvarno je pučku školu polazilo njih 109.665 (58 %). Djelovalo je i dvadesetak srednjih, trgovačkih i zanatskih škola. 1888. donesen je u Saboru novi školski zakon, kojim su uspostavljene učiteljske škole i propisana pravila za izobrazbu nastavnika, a u pučke škole je uvedena i tjelovježba (gimnastika). 1892. osnovan je i prvi ženski licej u Zagrebu, a u sljedećim godina broj škola za djevojke i mješovitih škola brzo je rastao. 1891. osnovan je i zemaljski zavod za gluhonijeme u Zagrebu, a ustrojen je i zavod za slijepu djecu.
Tijekom 1890-ih osnovano je više srednjih, zanatskih, trgovačkih i šegrtskih škola, kao i gimnazija. Kr. zemaljska hrvatska vlada donijela je 1894. odluku o obnovi starih i gradnji novih škola, njih ukupno 164. Zemaljska vlada je prosječno izdvajala oko 2,000.000 forinti godišnje za školstvo (otprilike 10 % svog proračuna). Mreža škola je postupno rasla, tako da je već 1898. bilo 1.360 škola s 2.361 učiteljem. 1910. nepismenost je iznosila 46,2 %, za muškarce 38,2 %, a za žene 53,7 %.
Godine 1874. otvoreno je moderno Zagrebačko sveučilište (nazvano Sveučilište Franje Josipa I.). Sveučilište je okupljalo hrvatsku inteligenciju, a kao jedino na jugu Austro-Ugarske privlačilo je i studente iz ostalih zemalja – Kranjske, Koruške, BiH, Češke i sl. Na Sveučilištu su veliki doprinos dali i znanstvenici i profesori iz drugih dijelova Monarhije, pogotovo Česi: Vinko Dvořák osnovao je prvi kabinet iz fizike, njegov sunarodnjak Karel Zahradnik bio je prvi sveučilični profesor matematike, a Lavoslav Geitler je poslije postao i dekan Filozofskog fakulteta. Ubrzo su osnovani i veterinarski i Šumarski fakultet, a pri kraju Prvog svjetskog rata osnovan je i medicinski fakultet. 1913. izgrađena je zgrada Sveučilišne knjižnice, u kojoj se danas nalazi Hrvatski državni arhiv.

### Kultura
Nakon Hrvatskog narodnog preporoda dolazi do ubrzanog razvoja kulture, pogotovo u gradovima. Dok su kazališta u Zagrebu i Osijeku već postojala, 1873. i Varaždin dobiva moderno kazalište, dok se u Zagrebu osniva stalna opera. Utemeljeni su i razni muzeji – Muzej za umjetnost i obrt, Etnografski muzej i drugi. Najveći kulturni zamah dali su poticaji Izidora Kršnjavog, odjelnog predstojnika za prosvjetu pod Hedervaryjem, i velikog mecene, biskupa Josipa Jurja Strossmayera. Upravo je Strossmayer osnovao Galeriju slika u Zagrebu 1884., darovavši bogatu zbirku slika. Veliki poticaj prikupljanju i sustavnom pristupu kulturi u Hrvatskoj dala je i Milenijska izložba u Budimpešti, na kojoj je Trojedna Kraljevina u svom paviljonu predstavila svoje kulturno-povijesno naslijeđe, prirodne ljepote i stvaralaštvo.
Krajem 19. stoljeća raste zanimanje i za zaštitu i očuvanje prirode. 1893. Zakonom o lovu zaštićene su ptice pjevice, 1900. posebnim zakonom zaštićene su i pećine, a potom su uslijedili i drugi zakoni.

## Zdravstvo
U skladu s Nagodbom javno zdravstvo je spadalo u autonomne hrvatske poslove za koje je bio nadležan odjel za unutarnje poslove kraljevske zemaljske vlade u Zagrebu. Prvi zakon o ustroju zdravstva donesen je 1874. za vrijeme Mažuranićevih reformi, a dvije godine kasnije kao dopuna zakonu je izdan i detaljan naputak zemaljske vlade o radu medicinskog osoblja i minimalnim cijenama medicinskih usluga.
Tim zakonom na čelu javnog zdravstvenog sustava je bio praliječnik kraljevine kojega bi na prijedlog bana imenovao Kralj, uz praliječnika je kao savjetodavni organ vlade uspostavljeno zemaljsko zdravstveno vijeće, a koje se sastojalo od praliječnika, zemaljskog veterinara i najmanje 4 liječnika koje bi imenovao ban. Zakonom je predviđeno i da svaka podžupanija ima svoga podžupanijskog liječnika, kojega je zadaća bila vršiti nadzor nad zdravstvenim sustavom i medicinskim osobljem u dotičnoj podžupaniji, po potrebi podžupanije su trebale imati i svoga veterinara, dok su općine i gradovi trebali ustrojiti zdravstvene organe koji bi vršili zdravstveno-redarstvene poslove. Liječnici u državnoj službi morali su biti diplomanti opće medicine ili kirurgije i morali su znati hrvatski jezik. U Zagrebu je 1874. osnovan Zbor liječnika Kraljevine Hrvatske i Slavonije, a u Osijeku je iste godine osnovano Društvo slavonskih liječnika koje se 1883. prisjedinilo Zboru u Zagrebu. Godine 1877. počinje izlaziti Glasnik društva slavonskih liječnika (1877. – 1878.) i Liječnički vjesnik Zbora liječnika Kraljevine Hrvatske i Slavonije. 1872. u Kraljevini su bile samo 22 bolnice te je na jednu bolnicu dolazilo 80.000 stanovnika, no do 1905. taj je broj smanjen na 61.000, a u navedenom razdoblju broj bolnica je povećan za 36 %, a broj bolničkih kapaciteta za 364 %. Kao dio modernizacijskih reformi javnog zdravstva i izgradnje obrazovnog sustava za obrazovanje stručnog zdravstvenog osoblja Sabor je 1876. donio zakon o osnivanju primaljskog učilišta u Zagrebu, pri kojem se izvodio šestomjesečni studij primaljstva za koji je zemaljska vlada, naročito za polaznice iz seoskih sredine, osiguravala pune stipendije. Iako je osnivanje medicinskog fakulteta bilo predviđeno još 1861. i odobreno 1874., zbog nedostatka sredstava fakultet je započeo s radom tek 1917. u zgradi Plemićkog konvikta na Šalati.
Pri Filozofskom fakultetu u Zagrebu je 1896. god. osnovan Zavod za farmakognoziju, a 1889. rješenjem cara i kralja Franje Josipa pokrenut je studij za magistre i doktore farmacije pri Kraljevskom sveučilištu Franje Josipa I. u Zagrebu. Istim rješenjem propisano je i obvezatno članstvo svih ljekarnika u Zboru ljekarnika Kraljevine Hrvatske i Slavonije u Zagrebu. Dodatno je ljekarništvo i ljekarnička profesija uređena novim zakonom o ljekarništvu iz 1894. Njime je predviđeno da se nove ljekarne otvaraju samo u mjestima s više od 4000 stanovnika, a koja još nemaju ljekarnu ili koja su od najbliže ljekarne udaljena više od 24 km, dok u mjestima s već postojećom ljekarnom, novu je moguće osnovati tek na svakih 4000 st. Dozvolu za otvaranje nove ljekarne bi izdavala zemaljska vlada, a samo onim osobama sa stupnjem obrazovanja magistra ili doktora farmacije, neporočna ponašanja i minimalno 5 god. radnog iskustva na položaju ljekarničkog pomoćnika u nekoj ljekarni. Zakonom iz 1888. propisano je i veterinarstvo u Hrvatskoj, uređeno veterinarsko redarstvo na razini županija, kotara i gradova, predviđeno da svaka uprava županije, kotara i grada ima zaposlenog diplomiranog veterinara, a uspostavljene su i javne klaonice . Iste god. osnovana je Zemaljska veterinarska zaklada, a namjena joj je bila osigurati sredstva za veterinarske svrhe kao što je provođenje mjera za suzbijanje i iskorjenjivanje zaraznih bolesti.
Zdravstvene prilike, pogotovo na selu, bile su iznimno loše zbog nedostatka higijene, neimaštine, neukosti i nedostatka liječnika, što je uzrokovalo razmjerno visoku smrtnost, pogotovo kod djece. Smrtnost djece u prvoj god. života iznosila je od 29 % (1871.) do 24 % (1910.), a najniža je bila 1889. i 1903. i iznosila je 18 %, no u razdoblju od 1870. do 1910. značajno je smanjena smrtnost djece u dobi između 2 – 5 god., s 18.000 umrlih 1871. na 6.000 umrlih 1910., te ukupna smrtnost djece, s 90.000 umrlih 1871. na 64.000 1910. god. Osim vlade, znatne napore u zdravstveno obrazovanje seljaka ulagala su i braća Radić preko svog lista "Dom". 1894. sabor je donio novi, detaljniji zakon o zdravstvu.
Bolnice i broj bolesnika
| Godina | broj bolnica | broj bolničkih postelja | ukupan broj bolesnika | otpušteni izlječeni bolesnici | otpušteni oporavljeni bolesnici | otpušteni neizlječeni bolesnici | umrlo | ostalo u boln. koncem god. | br. opskrbnih dana | br. bolnica na 100.000 st. | na 1 bolesnika opskrb. dana |
| ------ | ------------ | ----------------------- | --------------------- | ----------------------------- | ------------------------------- | ------------------------------- | ----- | -------------------------- | ------------------ | -------------------------- | --------------------------- |
| 1886   | 29           | 2.272                   | 17.150                | 12.218                        | 1.586                           | 651                             | 1.254 | 1.541                      | 537.759            | 1.40                       | 31                          |
| 1887   | 29           | 2.368                   | 17.629                | 12.047                        | 1.912                           | 557                             | 1.256 | 1.857                      | 544.777            | 1.40                       | 31                          |
| 1888   | 29           | 2.404                   | 19.515                | 13.768                        | 2.052                           | 538                             | 1.350 | 1.817                      | 579.295            | 1.40                       | 30                          |
| 1889   | 29           | 2.508                   | 20.250                | 14.133                        | 2.004                           | 658                             | 1.427 | 2.028                      | 588.830            | 1.30                       | 29                          |
| 1890   | 29           | 2.602                   | 22.452                | 16.388                        | 2.418                           | 759                             | 1.625 | 2.362                      | 629.524            | 1.30                       | 28                          |
| 1891   | 29           | 2.715                   | 24.067                | 17.096                        | 2.397                           | 788                             | 1.621 | 2.165                      | 691.898            | 1.30                       | 30                          |
| 1892   | 29           | 2.864                   | 27.356                | 20.009                        | 2.521                           | 831                             | 1.723 | 2.271                      | 731.550            | 1.30                       | 29                          |
| 1893   | 29           | 2.887                   | 26.187                | 17.945                        | 2.453                           | 902                             | 1.684 | 2.223                      | 679.927            | 1.30                       | 27                          |
| 1894   | 29           | 3.030                   | 28.304                | 17.651                        | 3.094                           | 1.374                           | 1.675 | 2.510                      | 736.254            | 1.10                       | 28                          |
| 1895   | 29           | 3.409                   | 30.449                | 19.988                        | 4.261                           | 1.733                           | 1.756 | 2.711                      | 889.803            | 1.10                       | 29                          |
| 1896   | 36           | 3.736                   | 33.189                | 22.456                        | 4.332                           | 1.781                           | 1.890 | 2.728                      | 938.766            | 1.50                       | 28                          |
| 1897   | 36           | 3.841                   | 34.286                | 22.781                        | 4.620                           | 2.061                           | 1.988 | 2.836                      | 962.241            | 1.50                       | 28                          |
| 1898   | 36           | 3.829                   | 34.570                | 22.090                        | 5.623                           | 2.144                           | 1.882 | 2.831                      | 938.948            | 1.50                       | 27                          |
| 1899   | 39           | 4.144                   | 36.632                | 22.538                        | 8.581                           | 2.198                           | 1.944 | 3.371                      | 1.029.657          | 1.60                       | 28                          |
| 1900   | 39           | 4.366                   | 37.611                | 23.549                        | 6.579                           | 2.158                           | 2.016 | 3.309                      | 1.079.791          | 1.60                       | 29                          |
| 1901   | 39           | 4.380                   | 38.527                | 24.097                        | 6.967                           | 2.001                           | 2.141 | 3.331                      | 1.116.231          | 1.60                       | 29                          |
| 1902   | 41           | 4.575                   | 41.334                | 25.808                        | 7.637                           | 1.999                           | 2.032 | 3.858                      | 1.168.523          | 1.60                       | 28                          |
| 1903   | 40           | 4.617                   | 42.354                | 26.290                        | 7.768                           | 2.214                           | 2.191 | 3.891                      | 1.226.689          | 1.60                       | 29                          |
| 1904   | 38           | 4.863                   | 45.900                | 27.776                        | 9.112                           | 2.566                           | 2.283 | 4.163                      | 1.322.074          | 1.50                       | 29                          |
| 1905   | 37           | 5.056                   | 48.932                | 29.602                        | 9.754                           | 2.746                           | 2.640 | 4.191                      | 1.387.800          | 1.50                       | 28                          |
| 1906   | 39           | 5.193                   | 49.619                | 28.669                        | 11.525                          | 2.522                           | 2.579 | 4.334                      | 1.430.124          | 1.60                       | 29                          |
| 1907   | 39           | 5.219                   | 51.206                | 29.857                        | 11.325                          | 3.340                           | 2.583 | 4.091                      | 1.508.802          | 1.50                       | 29                          |
| 1908   | 39           | 5.242                   | 52.849                | 30.488                        | 11.962                          | 2.992                           | 2.744 | 4.663                      | 1.565.288          | 1.50                       | 30                          |
| 1909   | 39           | 5.279                   | 51.123                | 29.746                        | 11.507                          | 2.992                           | 2.656 | 4.222                      | 1.519.445          | 1.50                       | 30                          |
| 1910   | 37           | 6.461                   | 52.004                | 29.760                        | 11.862                          | 3.330                           | 2.568 | 4.484                      | 1.512.683          | 1.40                       | 29                          |

Zdravstveno osoblje u Kr. Hrvatskoj i Slavoniji
| Godina | liječnika | dipl. ranarnika | dipl. primalja | dipl. ljekarnika | na 100.000 st. : | liječnika | dipl. ranarnika | dipl. primalja | dipl. ljekarnika |
| ------ | --------- | --------------- | -------------- | ---------------- | ---------------- | --------- | --------------- | -------------- | ---------------- |
| 1892   | 197       | 66              | 596            | 117              |                  | 9,0       | 3,0             | 27,1           | 5,3              |
| 1893   | 211       | 60              | 619            | 113              |                  | 9,4       | 2,7             | 27,7           | 5,1              |
| 1894   | 228       | 62              | 640            | 117              |                  | 10,1      | 2,7             | 28,8           | 5,2              |
| 1895   | 240       | 64              | 670            | 117              |                  | 10,6      | 2,8             | 29,2           | 5,1              |
| 1896   | 277       | 53              | 635            | 117              |                  | 12,0      | 2,3             | 27,6           | 5,1              |
| 1897   | 287       | 51              | 686            | 120              |                  | 12,3      | 2,2             | 29,5           | 5,2              |
| 1898   | 304       | 47              | 731            | 120              |                  | 13,0      | 2,0             | 31,2           | 5,1              |
| 1899   | 317       | 46              | 757            | 126              |                  | 13,4      | 1,9             | 31,9           | 5,3              |
| 1900   | 318       | 41              | 799            | 123              |                  | 13,2      | 1,7             | 33,3           | 5,1              |
| 1901   | 330       | 32              | 834            | 125              |                  | 13,6      | 1,3             | 34,3           | 5,0              |
| 1902   | 339       | 31              | 853            | 128              |                  | 13,8      | 1,3             | 34,7           | 5,2              |
| 1903   | 344       | 28              | 883            | 126              |                  | 13,8      | 1,1             | 35,5           | 5,1              |
| 1904   | 347       | 21              | 899            | 125              |                  | 13,8      | 0,8             | 35,7           | 5,0              |
| 1905   | 349       | 17              | 888            | 129              |                  | 13,7      | 0,7             | 34,8           | 5,1              |
| 1906   | 362       | 15              | 894            | 126              |                  | 14,3      | 0,6             | 35,3           | 5,0              |
| 1907   | 377       | 11              | 907            | 131              |                  | 14,8      | 0,4             | 35,5           | 5,1              |
| 1908   | 391       | 9               | 896            | 132              |                  | 15,2      | 0,3             | 34,8           | 5,0              |
| 1909   | 390       | 9               | 915            | 138              |                  | 15,0      | 0,3             | 35,2           | 5,3              |
| 1910   | 386       | 10              | 925            | 143              |                  | 14,7      | 0,4             | 35,3           | 5,5              |

## Sudstvo
Vrhovni sud Kraljevine bio je Stol sedmorice, dok je drugostupanjski sud bio Banski stol pod predsjedanjem bana. Nadalje, područje Kraljevine bilo je podijeljeno na devet sudbenih stolova (sa sjedištima u Gospiću, Ogulinu, Zagrebu, Petrinji, Varaždinu, Bjelovaru, Požegi, Osijeku i Mitrovici), a njima su izravno bila podređena 63 kotarska suda.
1902. u Glini je osnovana prva ustanova za delinkventnu mladež pod nazivom "Kraljevska zemaljska popravljaonica u Glini". Njezinom je otvaranju prethodio Zakon o prisilnom odgoju neodraslih, koji je Hrvatski sabor usvojio na prijedlog dr. Josipa Šilovića.

## Redarstvo
Na području Kraljevine djelovalo je kraljevsko hrvatsko-slavonsko oružništvo. Bilo je pod Zemaljsko-oružničkim zapovjedništvom Zemaljske vlade, koje je ipak bilo podređeno vrhovnom zapovjedništvu zajedničkog Ministarstva za zemaljsku obranu sa sjedištem u Budimpešti.
U gradovima su uspostavljena kraljevska redarstvena povjereništva. Na čelu tih povjereništava stajao je upravitelj, a bila su podvrgnuta izravno Kraljevskoj zemaljskoj vladi u Zagrebu s banom na čelu. I pojedine općine su mogle osnivati svoja redarstva. 1903. za obavljanje poslova pograničnog redarstva ustrojeno je kraljevsko pogranično redarstvo, čiji je djelokrug određen na sve općine i gradove koji se nalaze na granici ili u njezinoj blizini, ako je promet posebno pojačan. Osnovan je i Središnji ured za defenzivnu doglasnu službu, koji se bavio protuobavještajnim radom.

## Vojska
Iako su po Nagodbi vojni poslovi bili zajednički, hrvatsko-ugarski, hrvatska strana se izborila da vojni obveznici iz Hrvatske i Slavonije služe vojni rok isključivo u domovini. Nakon razvojačenja Vojne krajine i njezinog uključenja u Kraljevinu Hrvatsku i Slavoniju, ustrojen je jedinstveni XIII. hrvatsko-slavonski zbor zajedničke austro-ugarske vojske, čije je zborno područje obuhvaćalo čitavu Kraljevinu. Pješačke pukovnije iz Trojednice nazivale su se ugarsko-hrvatskima (primjerice, 53. pukovnija). Novaci iz Hrvatskog primorja služili su u austro-ugarskoj ratnoj mornarici. U domobranstvu vojna je obveza trajala dvije, a u zajedničkoj vojsci i mornarici tri godine.
Na području Hrvatske i Slavonije ustrojeno je i VII. domobransko okružje ugarsko-hrvatskog domobranstva, koje je de facto, kao hrvatsko-slavonsko domobranstvo, na temelju svog posebnog položaja bilo jedno od tri domobranstva u državi. Časnici i svi zapovjednici hrvatsko-slavonskog domobranstva bili su Hrvati, jedini zapovjedni jezik bio je hrvatski, pukovnijske zastave bile su uokvirene hrvatskom trobojnicom, a postrojbe su nosile hrvatska imena i imena gradova u kojima su se nalazile. Usto, u početku je osnovana i hrvatska domobranska časnička škola u Zagrebu.

## Stanovništvo
Od urbanih naselja 1880. bilo je samo 8 naselja koja su imala više od 5.000 stanovnika. Preobražaj seoskih sredina u urbanizirane zajednice tekao je vrlo sporo. Gradsko stanovništvo 1890. godine činilo je samo 7 % ukupnog stanovništva Hrvatske i Slavonije, a 1910. 8,5 %. Godine 1910. najveći gradovi s okružjem bili su Zagreb sa 79.038, Osijek s 40.106, Karlovac s 34.713 te Zemun s 18.000 stanovnika. Zagreb je rastao poprilično brzo, privlačeći stanovnike iz svih krajeva. Tek trećina stanovništva 1910. (33,76 %) bila je rođena u Zagrebu.
Stanovništvo je bilo izrazito mlado: 1910. stanovnika u dobi od 0 do 15 godina bilo je 38,4 %, u dobi od 15 do 40 36,7 %, od 40 do 60 18,9 %, dok je starijih od 60 godina bilo samo 6,0 %. Uz visoke stope nataliteta, visoka je bila i stopa smrtnosti, pogotovo djece, dok je iseljavanje u Sjevernu i Južnu Ameriku dodatno otežavalo rast broja stanovnika. Samo u SAD je između 1901. i 1913. iz Hrvatske iselilo 329.251 stanovnika, što je, doduše, ublažilo posvemašnje siromaštvo i agrarnu prenapučenost koja je u to vrijeme vladala u hrvatskim selima, ali je Hrvatsku osiromašilo za najvitalniji dio njezinog stanovništva. Prema drugim procjenama, iz Hrvatske i Slavonije između 1899. i 1913. iselilo se oko 250.000 ljudi – 6 % stanovništva.

### Nacionalni sastav
| Hrvati                | 1.638.354 |
| Srbi                  | 644.955   |
| Nijemci i Austrijanci | 133.418   |
| Mađari                | 105.047   |
| Slovaci               | 20.884    |
| ostali                | 77.735    |

Prema popisu iz 1910. u Hrvatskoj i Slavoniji bilo je 2.621.954 stanovnika. Srbi (644.955) su bili značajna nacionalna manjina (24,5 %), pogotovo zbog toga što su činili većinu u istočnom dijelu zemlje, ali i u Ličko-krbavskoj županiji (50,8 %). Usto, Nijemaca, Austrijanaca i Mađara bilo je najviše u Virovitičkoj i u Srijemskoj županiji, kao i u gradovima. Materinski jezik nije bio hrvatski ili srpski za 25,2 % gradskog stanovništva 1910. godine.
- Etnografski zemljovid Hrvatske i Slavonije 1910.
- Etničke skupine u Zemljama krune sv. Stjepana 1910.

### Vjerski sastav
Sve vjerske zajednice od Mažuranićevih reformi 1875. bile su potpuno ravnopravne. Zakonom donesenim u saboru još 21. listopada 1873. Židovi su stekli punu ravnopravnost. Prvi Židov, dr. Ljudevit Schwarz, izabran je kao saborski zastupnik u Hrvatski sabor 1887. Katolička Crkva u Kraljevini bila je organizirana u Zagrebačku nadbiskupiju i njoj podređene Senjsko-modrušku, Srijemsku i Križevačku (grkokatoličku) biskupiju. Nakon vatikanske dogme o nepogrešivosti pape pojavila se tzv. starokatolička crkva, koja je naišla na simboličan odaziv. Pravoslavna Crkva bila je organizirana u Karlovačku i Pakračku eparhiju. U Kraljevini Hrvatskoj i Slavoniji protestanti su uglavnom bili pripadnici mađarske, njemačke i ostalih nacionalnih manjina. 7 % gradskog stanovništva nije pripadalo ni katoličkoj ni pravoslavnoj crkvi.
|                    | 1910.              | 1890.               | 1880.               | 1869.               |
| ------------------ | ------------------ | ------------------- | ------------------- | ------------------- |
| rimokatolici       | 71,6 % (1.877.833) | 71,03 % (1.553.075) | 71,16 % (1.346.743) | 70,00 % (1,286.749) |
| pravoslavni        | 24,9 % (653.184)   | 25,93 % (567.443)   | 26,30 % (497.746)   | 27,84 % (511.802)   |
| luterani           | 1,3 % (33.759)     | 1,09 % (23.326)     | 0,80 % (15.241)     | 0,71 % (12.970)     |
| židovi             | 0,8 % (21.231)     | 0,79 % (17.261)     | 0,72 % (13.488)     | 0,54 % (9876)       |
| kalvinisti         | 0,7 % (17.948)     | 0,56 % (12.365)     | 0,44 % (8.443)      | 0,38 % (6941)       |
| grkokatolici       | 0,7 % (17.592)     | 0,57 % (12.367)     | 0,56 % (10.649)     | 0,52 % (9592)       |
| Ostalo ili ateisti | 0,0 (386)          | 0,03 % (573)        | 0,02 % (456)        | 0,01 % (268)        |

## Upravna podjela
Kraljevina Hrvatska i Slavonija bila je tradicionalno povijesno podijeljena na županije, no njihov opseg, nadležnosti i područje nerijetko su se mijenjali. Nakon uključenja bivše Vojne krajine u sastav Kraljevine stvorene su nove županije, a granice starih su mijenjane. Slijedom toga, 1886., za vrijeme banovanja Khuena Héderváryja Trojednica je konačno bila podijeljena na osam županija. Županije su dalje bile podijeljene na podžupanije, kotare i gradove/općine. Na čelu im je stajao veliki župan, a njima su upravljale županijske skupštine. U Kraljevini je ukupno bilo 77 kotara. Posebni status su imali pojedini gradovi – Zagreb kao glavni grad i tzv. županijski gradovi, izravno podređeni zemaljskoj vladi u Zagrebu: Zemun, Osijek i Varaždin.
| Županija               | Sjedište | Površina   | Stanovništvo (1869.) | Stanovništvo (1880.) | Stanovništvo (1890.) | Stanovništvo (1900.) | Stanovništvo (1910.) | Grb                                      |
| ---------------------- | -------- | ---------- | -------------------- | -------------------- | -------------------- | -------------------- | -------------------- | ---------------------------------------- |
| Bjelovarsko-križevačka | Bjelovar | 5070 km2   | 206.345              | 219.529              | 269.092              | 303.620              | 332.592              | Coat of arms of Bjelovar-Križevci County |
| Ličko-krbavska         | Gospić   | 6211 km2   | 185.281              | 174.239              | 191.875              | 209.341              | 204.710              | Coat of arms of Lika-Krbava County       |
| Modruško-riječka       | Ogulin   | 4879 km2   | 205.837              | 203.173              | 220.859              | 228.452              | 231.654              |                                          |
| Požeška županija       | Požega   | 4929 km2   | 164.274              | 166.512              | 203.510              | 229.361              | 265.272              | Coat of arms of Požega County            |
| Srijemska              | Vukovar  | 6866 km2   | 281.267              | 296.878              | 350.700              | 381.739              | 414.234              | Coat of arms of Syrmia County            |
| Varaždinska            | Varaždin | 2507 km2   | 213.275              | 229.063              | 257.744              | 279.448              | 307.010              | Pre-1922 coat of arms of Varaždin County |
| Virovitička            | Osijek   | 4867 km2   | 186.035              | 183.226              | 218.617              | 243.101              | 272.430              | Coat of arms of Virovitica County        |
| Zagrebačka             | Zagreb   | 7212 km2   | 395.884              | 419.879              | 489.530              | 541.262              | 594.052              | Pre-1922 coat of arms of Zagreb County   |
| Ukupno                 |          | 42.541 km2 | 1,838.198            | 1,892.499            | 2,201.927            | 2,416.304            | 2,621.954            |                                          |

| Županijski grad | Površina | Stanovništvo (1869.) | Stanovništvo (1880.) | Stanovništvo (1890.) | Stanovništvo (1900.) | Stanovništvo (1910.) |  |
| --------------- | -------- | -------------------- | -------------------- | -------------------- | -------------------- | -------------------- |  |
| Osijek          | 57 km2   | 17.247               | 18.201               | 21.484               | 24.930               | 31.388               |  |
| Varaždin        | 67 km2   | 10.623               | 10.371               | 12.021               | 12.930               | 13.398               |  |
| Zagreb          | 67 km2   | 20.402               | 29.218               | 41.481               | 61.002               | 79.038               |  |
| Zemun           | 56 km2   | 10.046               | 11.836               | 13.136               | 15.079               | 17.131               |  |

| Grad         | Stanovništvo (1869.) | Stanovništvo (1880.) | Stanovništvo (1890.) | Stanovništvo (1900.) | Stanovništvo (1910.) |  |
| ------------ | -------------------- | -------------------- | -------------------- | -------------------- | -------------------- |  |
| Bakar        | 2116                 | 2002                 | 1950                 | 1867                 | 2092                 |  |
| Bjelovar     | 2418                 | 3443                 | 4135                 | 4889                 | 6315                 |  |
| Brod         | 3380                 | 4433                 | 4938                 | 6539                 | 9142                 |  |
| Karlovac     | 5175 (11.182)        | 5824 (11.893)        | 5559 (14145)         | 5991 (14.941)        | 16.112               |  |
| Karlovci     | 4874                 | 4916                 | 5490                 | 5639                 | 6342                 |  |
| Koprivnica   | 5684                 | 6027                 | 6512                 | 7074                 | 8018                 |  |
| Križevci     | 3299                 | 3655                 | 4092                 | 4405                 | 4897                 |  |
| Mitrovica    | 5942                 | 7144                 | 9541                 | 11.510               | 12.909               |  |
| Petrinja     | 3761                 | 4478                 | 4691                 | 5026                 | 5486                 |  |
| Petrovaradin | 3348                 | 3603                 | 3777                 | 3817                 | 5727                 |  |
| Požega       | 2962                 | 3294                 | 4077                 | 4978                 | 5889                 |  |
| Senj         | 3231                 | 3039                 | 2785                 | 3178                 | 3294                 |  |
| Sisak        | 4273                 | 5529                 | 6129                 | 6632                 | 7881                 |  |

## Gospodarstvo
Hrvatska i Slavonija bila je pretežno ruralna zemlja. Godine 1880. 87 % stanovništva bavilo se poljoprivredom, 1890. još uvijek 84,6 % (iza Dalmacije najveći postotak u Monarhiji), dok je ta brojka 1900. pala na 78,6 %, a 1914. na 75,4 %. Posebice je bilo važno stočarstvo, koje je vlada i Hrvatsko gospodarsko društvo poticalo i subvencioniralo. Radilo se na poboljšanju pasmina, obrazovanju stočara i unaprjeđenju proizvodnje. 1910. izvezeno je 80 milijuna kruna stoke i proizvoda stočarstva, što je bilo dvostruko više od hrvatsko-slavonskog proračuna. Do početka 20. st. veći industrijski pogoni uglavnom su ograničeni na drvnu industriju. Usprkos krizi, ona ostaje vrlo važna i to posebno u Slavoniji, gdje se nalazi glavnina njezinih pogona. Na prijelazu stoljeća ubrzano se povećava broj industrijskih radnika i industrijskih poduzeća, premda je Hrvatska i Slavonija i dalje izrazito poljoprivredna zemlja. Od početka 20. st. posebno je karakteristično koncentriranje industrije u gradovima, posebno u Zagrebu i Osijeku u kojima je koncentrirana jedna trećina zaposlenih u industriji. Polovica sve industrije 1914. nalazi se u gradovima, a naglo raste i broj i snaga strojeva u industriji. Sve su brojniji veliki industrijski pogoni u proizvodnji cementa, prehrambenih proizvoda, brodogradnji i preradi duhana. Većina industrijskih pothvata organizirana su kao dionička društva koja većinom imaju sjedišta u samoj Hrvatskoj i Slavoniji. Zbog potreba industrije grade se i prve elektrane – 1884. istosmjerna HE u Dugoj Resi, 1908. HE u Ozlju, a 1907. i Zagreb dobiva električnu energiju iz termoelektrane.
Novčarstvo je iznimno brzo napredovalo. 1865. u Hrvatskoj i Slavoniji nije bilo banaka, a postojale su tek dvije štedionice. 1868. hrvatski poduzetnici u Zagrebu uspjeli su okupljeni oko trgovačko-obrtničke komore pripremiti početak rada "Hrvatske eskortne banke". Nakon početka krize 1873. nastupila je potpuna stagnacija u razvitku bankovnih i štedioničkih ustanova, koja je trajala sve do 90-ih godina kada ponovno počinje ubrzanije okupljanje kapitala u novčarskim zavodima, što pokazuje naraslu snagu domaćih poduzetnika. 1913. djelovala je 61 banka i 146 štedionica. Najjača domaća banka bila je Prva hrvatska štedionica, a značajnu ulogu imao je austrijski, talijanski, mađarski i češki kapital.

### Javne financije
Nagodbom 1868. određeno je da će Hrvatska i Slavonija samostalno raspolagati s 45 % svojih poreznih prihoda (u koje nisu ubrojene carine i trošarine na vino i meso, okvalificirane kao zajednički prihod), dok će ujedno morati platiti 6,44 % za zajedničke, austro-ugarske poslove (tzv. kvota). 55 % hrvatsko-slavonskih prihoda odlazilo je u Budimpeštu za pokrivanje troškova hrvatsko-ugarske državne zajednice. Postavljeno je i još jedno ograničenje: autonomni hrvatsko-slavonski proračun nije smio biti veći od 2,2 milijuna forinti. Već 1873. prilikom revizije Nagodbe ta nelogičnost je ispravljena te je paušalno ograničenje izostavljeno, iako je ostavljena odredba o 45 %. Kako se financijski dio Nagodbe revidirao svakih deset godina, 1889. tangenta je smanjena na 44 %, a kvota povećana na 7,935 %. Posljednja revizija bila je 1906., kad je kvota povećana na 8,127 %. Primjerice, prihodi od poreza na području Hrvatske i Slavonije za 1884. godinu iznosili su 16 milijuna forinti. Toliko je iznosio cijeli proračun tada nezavisne Kraljevine Srbije, dok je proračun Kneževine Bugarske bio još manji. Ipak, od tih 16 milijuna, u zajedničku hrvatsko-slavonsko-ugarsku blagajnu u Budimpešti otišlo je te godine 7 milijuna forinti, dok su autonomne potrebe Trojednice procijenjene na 8 milijuna (tzv. tangenta). Rashodi autonomnog aparata iznosili su oko 6 milijuna forinti, te je te godine deficit kraljevske hrvatsko-slavonske blagajne iznosio 5 milijuna forinti.
Oko iznosa koji treba pripasti zajedničkoj odnosno automnoj blagajni uvijek su se lomila koplja, te se isticalo kako Ugarska iskorištava Hrvatsku i Slavoniju. Naime, od 1869. do 1881. u Hrvatskoj i Slavoniji je prikupljeno najmanje 93,5 milijuna poreza, dok je od te svote u Hrvatskoj i Slavoniji ostalo samo 36 milijuna. Profesor Fran Milobar ispravno je 1905. zaključio da se pod "zajedničkim poslovima" zapravo kriju isključivo ugarski poslovi, od kojih Hrvatska i Slavonija ima vrlo malo ili nimalo koristi. Kad bi Hrvatska i Slavonija davala u zajedničku blagajnu samo ono što iz nje dobiva, trebala bi 1898. raspolagati s 23,5 milijuna za autonomne potrebe i 4,3 od poreza, ukupno 27,8 milijuna forinti. No, te je godine Hrvatska i Slavonija raspolagala svega s 9,1 milijuna, 32 % od te brojke.

## Promet i veze

### Željeznica
Za vrijeme postojanja Trojednice u Hrvatskoj i Slavoniji dogodilo se značajno širenje željezničke mreže. Nagodbom 1868. željeznički projekti i njihova izvedba prešli su pod nadležnost ugarskog Ministarstva trgovine i željezničkog upraviteljstva u Budimpešti. Ugarske vlasti kočile su utjecaj hrvatsko-slavonskih financijera, jer bi željeznička mreža u interesu domaćih ekonomskih snaga ojačala hrvatsko-slavonsku autonomiju u cjelini i onemogućila nadzor ugarske vlade. Ugarska je gradila pruge u interesu svoje prometne politike, koja je počivala na radijalnom, zvjezdolikom sustavu pruga, koje su imale ishodište u metropoli Budimpešti i s njom povezivale susjedne zemlje i periferiju. Zagreb je željeznicom s Budimpeštom spojen 1870., a Rijeka preko Zagreba 1873. U duhu ugarske politike, Slavonski Brod je prije dobio vezu s Budimpeštom nego sa Zagrebom. Gradnju Ličke pruge (Ogulin – Knin) kojom bi se Hrvatska i Slavonija povezale s Dalmacijom, kočila je Ugarska, koja nije htjela dati dozvolu za gradnju. Gradnja je konačno počela 1914., no prekinuta je već izbijanjem Prvog svjetskog rata. Mađarske državne željeznice (MAV) provodile su politiku mađarizacije, protuzakonito koristeći samo mađarski jezik na željeznici u Hrvatskoj i Slavoniji, zapošljavajući Mađare i diskriminirajući govornike hrvatskog. I nakon nemira zbog takve politike 1903., u Hrvatskoj i Slavoniji na željeznicama je radilo svega 57,6 % zaposlenika koji su znali hrvatski te je mađarski i dalje bio službeni uredovni jezik.

### Pomorstvo
Iako je glavnina pomorstva bila smještena u Dalmaciji, kvarnerskim otocima i Rijeci, i u Hrvatskom primorju bila je razvijena pomorska trgovina, pogotovo u Senju, Bakru i Sušaku. U Bakru je osnovana pomorska škola, koja je 1917. uzdignuta na status pomorske akademije. Razna privatna, dionička i zadružna brodarska društva iz Senja i Bakra posjedovala su jedrenjake (barkove) te u znatno manjoj mjeri parobrode. Iako su plovili po cijelom svijetu, najviše do SAD-a i Australije, krajem 19. stoljeća pokazala se definitivna premoć parobroda nad jedrenjacima. Na tu promjenu kvarnerska i primorska brodarska društva uglavnom nisu mogla primjereno odgovoriti kapitalom, pa su gubila na značaju te se sve više orijentiraju na prijevoz putnika i roba na Jadranu.

### Gradski promet
Naglom urbanizacijom Zagreba i Osijeka potkraj 19. stoljeća javila se potreba za uvođenjem organiziranog javnog gradskog prijevoza. Iako je u Zagrebu postojao sezonski javni prijevoz konjskim omnibusima i ranije, prvi pravi javni prijevoz u Hrvatskoj uspostavljen je u Osijeku. Osijek je dobio konjski tramvaj 1884., dok je u Zagrebu pušten u promet 1891. Zagrebački tramvaj elektrificiran je 1910.

### Telekomunikacije
Glavni grad Kraljevine prvi je spojen na brzojavnu mrežu, još na početku 1850. Zagreb je žicom spojen na Zidani Most u današnjoj Sloveniji (tada u Štajerskoj). Telegrafska je žica dovedena sve do Banskih dvora na Trgu sv. Marka. Između 1868. i 1918. poslovi brzojava, pošte i telefona bili su u zajedničkoj, ugarsko-hrvatskoj nadležnosti. Za Hrvatsku i Slavoniju bilo je nadležno Kr. ravnateljstvo pošta i brzojava u Zagrebu.
Prva telefonska veza u Hrvatskoj i Slavoniji uspostavljena je 8. siječnja 1881. između građevnog odjela zagrebačkog gradskog poglavarstva i vodovodne strojarnice, udaljene 3,5 km. Prvu koncesiju za izgradnju javne telefonske mreže dobio je Vilim Schwarz koji je svoju telefonsku centralu i mrežu s početnih 45 pretplatnika pustio u promet 1887. Uvidjevši da telefonski promet donosi dobre prihode, 1893. država Schwarzu oduzima koncesiju i 1895. pokreće prvu državnu centralu. Ubrzo se mreža širi i u ostalim gradovima, Varaždinu (1898.), Osijeku, Zemunu.

## Šport
Najznačajniji pojedinačni poticaj razvoju športa u Hrvatskoj i Slavoniji dao je Franjo Bučar, prvi hrvatski športski djelatnik i pedagog. Nakon što je 1892. uvedena obvezna tjelovježba u pučke škole te nakon kontakata s inozemstvom dolazi do jačeg razvijanja športskih aktivnosti u Hrvatskoj i Slavoniji i organiziranog bavljenja športom – od gimnastike, veslanja, plivanja, mačevanja, jahanja, pa do modernijih športova poput nogometa. Popularizacijom i organizacijom športa i zdravog života u Hrvatskoj i Slavoniji se bavilo društvo Hrvatski sokol, osnovano još 1874. u Zagrebu. Širenjem ogranaka i športskih sekcija, održavanjem sletova i pokaznih vježbi značajno je doprinijelo širenju športa. Najpoznatiji športski klub bio je zagrebački HAŠK, osnovan 1903. godine. 1909. osnovan je Hrvatski športski savez kao krovna hrvatsko-slavonska športska organizacija. U sklopu HŠS-a osnovane su sekcije za nogomet, automobilizam, biciklizam, laku atletiku, mačevanje, plivanje, ručne saonice, skijanje, sklizanje, veslanje i tenis. Savezu su pristupali i klubovi iz Dalmacije. U sezoni 1912./1913. održano je prvo hrvatsko nogometno prvenstvo. Sljedeća sezona otkazana je zbog izbijanja rata.
Na olimpijskim igrama 1896. – 1912. športaši iz Hrvatske i Slavonije nastupali su u sklopu ugarskog olimpijskog odbora. Milan Neralić prvi je Hrvat koji je osvojio olimpijsku medalju – broncu iz mačevanja na Olimpijskim igrama u Parizu 1900.

## Simboli
Prema Hrvatsko-ugarskoj nagodbi:
Na carevu i kraljevu dvoru, uz austrijsku carsku u sredini, te uz ugarsku na desnoj strani, bila je također s lijeve strane istaknuta i hrvatska zastava.
U samoj Trojednici korištene su inačice hrvatske zastave s različitim krunama nad grbom. Prva službena regulacija bila je Naredba kraljevske zemaljske vlade, odjela za unutarnje poslove, od 16. studenoga 1876., broj 18.307. Naredba od 20. prosinca 1899. utvrđuje obrnuti redoslijed hrvatskog i dalmatinskog grba nego odredba iz 1876. Prema Naredbi bana Ivana Škrleca od 21. studenoga 1914. pobliže je određena državna i civilna zastava i njezin način isticanja. Zastava je "crveno-bijelo-modra u kraljevinama Hrvatskoj i Slavoniji narodna zastava, koja se sa sjedinjenim grbovima kraljevina Hrvatske, Slavonije i Dalmacije, proviđena krunom sv. Stjepana, u poslovima autonomnim imade upotrebljavati za službenu zastavu".
U službenim i svečanim prigodama kao himna izvodila se hrvatska inačica Carevke uz Lijepu našu. Savez hrvatskih pjevačkih društava podnio je predstavku 1907. Hrvatskom saboru "glede uzakonjenja, odnosno službenog proglašenja pjesme Lijepa naša domovino hrvatskom himnom." Sabor se o predstavnici nije očitovao, no, Lijepa naša je neslužbeno smatrana hrvatskom himnom.
Grb kraljevine Hrvatske (bez slavonskog i dalmatinskog grba) bio je jedini grb, uz austrijski i ugarski, prisutan na novom službenom (manjem) grbu Austro-Ugarske iz 1916. Iako prva inačica grba Monarhije iz 1915. nije prikazivala hrvatski grb,  nakon žestoke reakcije hrvatsko-slavonske vlade (jer su po Temeljnom zakonu svi zajednički hrvatsko-ugarski simboli morali uključivati hrvatski grb) grb je promijenjen. Tako su hrvatsko-slavonsko-dalmatinski grb, uz austrijski i ugarski, na kapama i zastavama nosili gotovo svi vojnici austro-ugarske vojske u Prvom svjetskom ratu.

## Banovi
| #  | Portret | Ban (rođen-umro)                         | Služba             | Služba             |
| -- | ------- | ---------------------------------------- | ------------------ | ------------------ |
| 1  |         | Levin Rauch (1819. – 1890.)              | 8. prosinca 1868.  | 26. siječnja 1871. |
| 2  |         | Koloman Bedeković (1818. – 1889.)        | 26. siječnja 1871. | 12. veljače 1872.  |
| 3  |         | Ivan Mažuranić (1814. – 1890.)           | 20. rujna 1873.    | 21. veljače 1880.  |
| 4  |         | Ladislav Pejačević (1824. – 1901.)       | 21. veljače 1880.  | 4. prosinca 1883.  |
| 5  |         | Dragutin Khuen-Héderváry (1849. – 1918.) | 4. prosinca 1883.  | 27. lipnja 1903.   |
| 6  |         | Teodor Pejačević (1855. – 1928.)         | 27. lipnja 1903.   | 26. lipnja 1907.   |
| 7  |         | Aleksandar Rakodczay (1848. – 1924.)     | 26. lipnja 1907.   | 8. siječnja 1908.  |
| 8  |         | Pavao Rauch (1865. – 1933.)              | 8. siječnja 1908.  | 5. veljače 1910.   |
| 9  |         | Nikola Tomašić (1864. – 1918.)           | 5. veljače 1910.   | 19. siječnja 1912. |
| 10 |         | Slavko Cuvaj (1851. – 1930.)             | 19. siječnja 1912. | 21. srpnja 1913.   |
| 11 |         | Ivan Skerlecz (1873. – 1951.)            | 21. srpnja 1913.   | 29. lipnja 1917.   |
| 12 |         | Antun Mihalović (1868. – 1949.)          | 29. lipnja 1917.   | 20. siječnja 1919. |

## Vanjske poveznice
- POVIJEST HRVATA VI. Temelji moderne Hrvatske: Hrvatske zemlje u »dugom« 19. stoljeću  Arhivirana inačica izvorne stranice od 4. rujna 2017. (Wayback Machine) Urednice sveska: Vlasta Švoger i Jasna Turkalj, Matica hrvatska, Zagreb, 2016., ISBN 978-953-341-029-6
  - Trojedna Kraljevina Hrvatska, Slavonija i Dalmacija od 1790. do 1918.: Osnovne smjernice političke povijesti  Arhivirana inačica izvorne stranice od 26. lipnja 2020. (Wayback Machine)
  - Kulturni i intelektualni razvoj u Hrvatskoj u »dugom« 19. stoljeću  Arhivirana inačica izvorne stranice od 26. lipnja 2020. (Wayback Machine)
  - Svakodnevni život u 19. stoljeću  Arhivirana inačica izvorne stranice od 26. lipnja 2020. (Wayback Machine)
- Kraljevine Hrvatska i Slavonija na Tisućgodišnjoj zemaljskoj izložbi kraljevine Ugarske u Budimpešti 1896., detaljni prikaz čitave Kraljevine, povijesti, kulture i gospodarstva
- Gjuro Szabo: Instalacija nagodbenoga bana barona Levina Raucha 1869  Arhivirana inačica izvorne stranice od 7. ožujka 2016. (Wayback Machine)
- [neaktivna poveznica]
- Podrobno o politici u Hrvatskoj 1905. – 1914.
- Politika Hrvatsko-srpske koalicije uoči Prvoga svjetskog rata 1907.–1913., Ivan Bulić
- Tekst Hrvatsko-ugarske nagodbe iz 1868.
- Zemljovid željezničkih pruga u Zemljama Krune Sv. Stjepana, oko 1910.  Arhivirana inačica izvorne stranice od 4. ožujka 2016. (Wayback Machine)
- (mađ.) Rezultati saborskih izbora 1908. po kotarima  Arhivirana inačica izvorne stranice od 22. veljače 2010. (Wayback Machine)
- Fotogalerija raznih krajobraza u Hrvatskoj i Slavoniji oko 1895., snimljenih za sudjelovanje Trojednice na Milenijskoj izložbi
- Popis banova, banskih namjesnika, kraljevskih povjerenika, podbanova (str. 4.)
- Etnička karta Hrvatske i Slavonije 1910[neaktivna poveznica]., Naval Intelligence Division (UK), 1944.